# Éric Van Meir
Pour les articles homonymes, voir Meir et Van Meir.
 (février 2024).
Si vous disposez d'ouvrages ou d'articles de référence ou si vous connaissez des sites web de qualité traitant du thème abordé ici, merci de compléter l'article en donnant les références utiles à sa vérifiabilité et en les liant à la section « Notes et références ».
Éric Van Meir, né le 28 février 1968 à Deurne (Anvers) en Belgique, est un footballeur international et entraîneur belge. Il est actuellement l'entraîneur adjoint de l'équipe nationale belge des moins de 19 ans.

## Biographie

### Carrière de joueur
Éric Van Meir a évolué comme défenseur au Hoboken SK, K Berchem Sport, Charleroi SC, K Lierse SK et au Standard de Liège.

#### Lierse
C'est au K Lierse SK qu'il va connaître la période la plus faste de sa carrière. En effet, il va remporter deux Supercoupes de Belgique (1997, 1999), une Coupe de Belgique (1999) et surtout le Championnat de Belgique en 1997.
Fait assez surprenant pour un défenseur, Van Meir termine meilleur buteur de son club lors des saisons 1997, 1999 et 2000.
En 2006, à l'occasion du 100e anniversaire du K Lierse SK, il fait partie de l'équipe du siècle élue par les supporters.

#### Équipe de Belgique
Il a également joué avec les Diables Rouges. Il a participé à trois Coupes du monde (1994, 1998, 2002) et un Championnat d'Europe (2000). Au total, il a obtenu 34 capes pour 59 sélections en équipe nationale.

### Carrière d'entraîneur

#### Lierse SK
Entraîneur-adjoint au K Lierse SK depuis 2003, il devient titulaire du poste à partir de septembre 2010, en remplacement de Aimé Antheunis.

#### K Berchem Sport
Le 24 mai 2014 il est nommé entraineur à K Berchem Sport. Le 29 septembre 2014, K Berchem Sport et Eric Van Meir ont décidé de commun accord et en toute amitié de mettre un terme à leur collaboration.

#### Lierse SK
Le 24 septembre 2015, Éric Van Meir est nommé entraîneur principal du Lierse SK, en remplacement de Younes Zerdouk, pour le reste de la saison.
Le 15 mars 2017, malgré la première place en D1B, Éric Van Meir paie la non qualification pour la promotion en D1A et est limogé du club lierrois.

#### Équipe nationale belge des moins de 19 ans
Éric Van Meir lance sa candidature pour prendre la tête des espoirs U19 belges, à la suite du départ de Gert Verheyen.
Le 14 mars 2020, il est nommé entraîneur adjoint des U19 et assiste le nouveau sélectionneur Wesley Sonck.

## Palmarès
- Champion de Belgique en 1997
- Vainqueur de la Supercoupe de Belgique en 1997 et 1999
- Vainqueur de la Coupe de Belgique en 1999